# Allas vårt ansvar
Allas vårt ansvar är ett nationellt brottsförebyggande program, publicerad i departementsserien (Ds 1996:59) från 1996, framtaget av justitiedepartementet för att förstärka och utveckla det brottsförebyggande arbetet i Sverige.
I programmet står inte möjlig eller verklig påverkan på brottsligheten i fokus. Det centrala är en ideologisk (bland annat moraliskt och etiskt) och praktisk mobilisering av samhället mot brott. Programmet betonar nattvandring, grannsamverkan och organiseringen av det allt mer utsuddade gränserna mellan det offentliga, det privata näringslivet och det civila samhället. Förändringen har inneburit att lokalsamhället har fått en ökad roll för områden där staten tidigare haft ansvaret.
Kriminologen Magnus Hörnqvist  har i Allas vårt ansvar - i praktiken: en statligt organiserad folkrörelse mot brott analyserat programmet och utifrån det presenterade diskuterar han hur samhällsomvandling, från välfärdsstat till nyliberalism påverkat det brottspreventiva tänkandet. Han menar att programmets ideologi är en produkt av denna samhällsutveckling.